# Tàu vũ trụ Soyuz

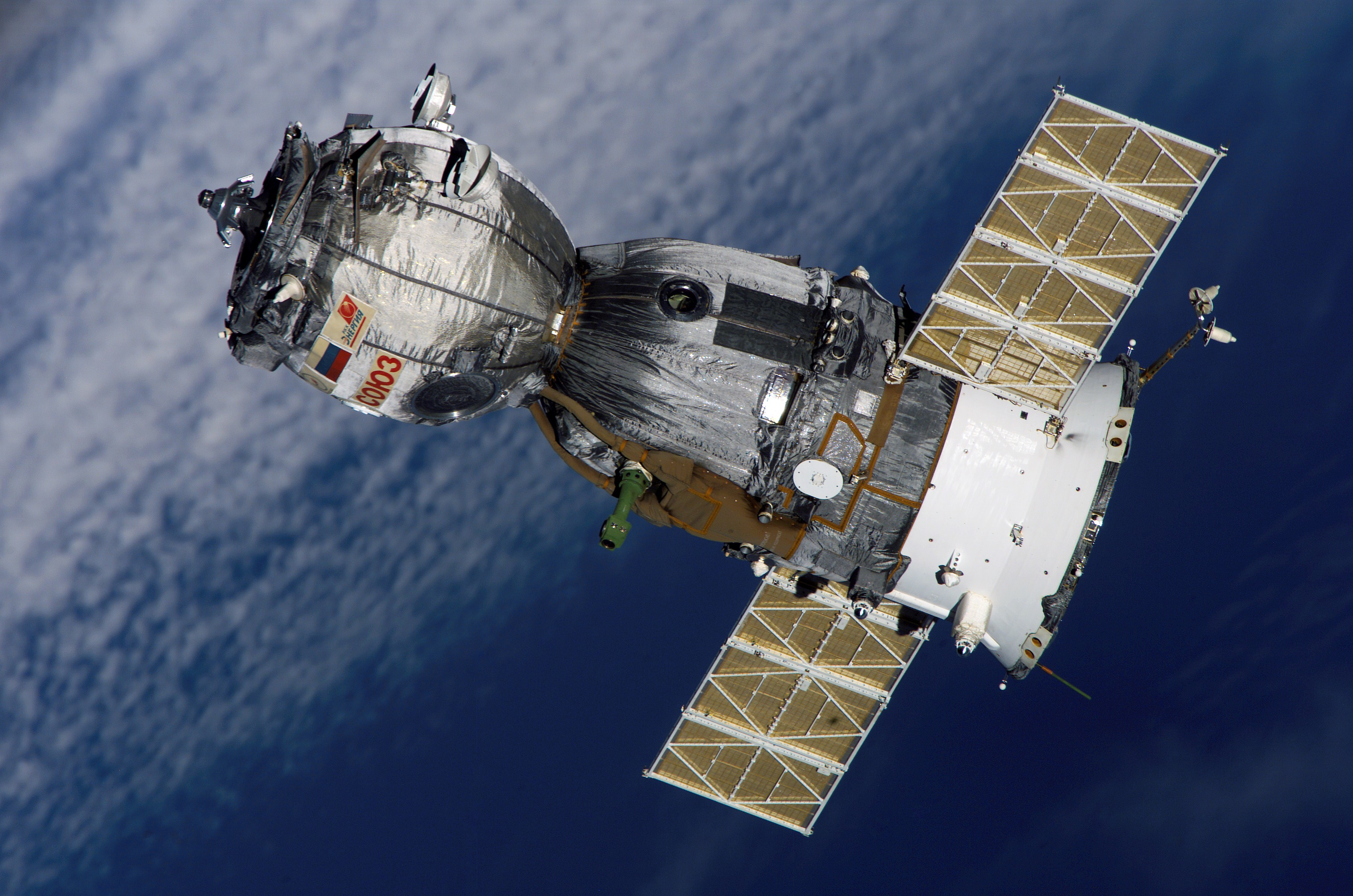
Soyuz TMA-7

Soyuz ("Liên Hiệp") là một loại tàu vũ trụ của Nga dùng để đưa các nhà du hành vũ trụ lên không gian. Trải qua nhiều lần cải tiến, Soyuz đã trở thành loại tàu vũ trụ được sử dụng lâu nhất cho đến nay. Nó đã đưa phi hành gia lên các trạm không gian như Salyut (Chào mừng), Mir (Hoà Bình) và hiện nay là (Trạm Vũ trụ Quốc tế/ISS). Các tàu Soyuz được phóng lên từ sân bay vũ trụ Baikonur ở Kazakhstan trên một tên lửa đẩy Soyuz. Hiện tại luôn có ít nhất một tàu Soyuz trên trạm ISS đóng vai trò như một tàu thoát hiểm cho các nhà du hành vũ trụ trên trạm trong trường hợp xảy ra sự cố. Tàu Soyuz hạ cánh trên vùng thảo nguyên bằng phẳng của Kazakhstan. Tàu vận tải Progress (Tiến bộ) cũng của Nga có thiết kế dựa trên Soyuz.
Trong suốt hơn 100 lần phóng lên quỹ đạo của mình tính đến nay, ngoài 2 phi hành đoàn thiệt mạng trong 5 năm đầu tiên, không có thêm một thiệt hại về người nào nữa. Các tàu Soyuz đã và sẽ tiếp tục được cải tiến để nâng cao độ an toàn và tin cậy. Nó hứa hẹn sẽ còn được tiếp tục sử dụng trong khoảng thời gian dài nữa của thế kỷ này.3

## Lịch sử
Tại Liên Xô vào cuối thập niên 50, các thiết kế của tàu vũ trụ có người lái đều được thực hiện bởi các kỹ sư tại cục thiết kế của Sergei Korolev. Korolev đã thiết kế tàu Vostok (Phương Đông) giúp Liên Xô đưa được người đầu tiên vào vũ trụ. Các nghiên cứu về các chuyến bay tiếp theo của Vostok để đưa người bay xung quanh Mặt Trăng bắt đầu vào năm 1959 dưới sự chỉ đạo của Tikhonravov. Lúc đó người ta thấy những chuyến bay như vậy cần sử dụng các thiết bị phóng dựa trên loại tên lửa đạn đạo R-7 của Korolev. Do loại tên lửa này không thể mang hơn 6 tấn tải trọng lên quỹ đạo, một tàu vũ trụ để bay quanh Mặt Trăng như vậy phải được lắp ghép trên quỹ đạo của Trái Đất qua các lần phóng tên lửa R-7. Như vậy, cần hoàn thiện kỹ thuật tiếp cận, kết nối và tiếp nhiên liệu giữa các tầng tên lửa trên quỹ đạo. Trong những năm 1960 – 1961, các nghiên cứu này, được đặt tên là "L1", được mở rộng bao gồm việc tiếp cận, kết nối của một vài tầng, và việc sử dụng tay máy để lắp ráp các tầng này.
Cùng lúc đó một bộ phận khác trong cục thiết kế của Korolev đang nghiên cứu về cấu hình của một phương tiện trở về Trái Đất cho các chuyến bay tiếp theo của Vostok. Phụ trách vấn đề này là bộ phận 11, và các ý tưởng thì không thiếu. Năm 1959, thiết kế trưởng Tsybin cùng với Solovyev của bộ phận 9 đưa ra thiết kế tàu vũ trụ có cánh với tỷ số hypersonic lift-to-drag trên 1.0. Prugnikov của bộ phận 8 và Feoktistov của bộ phận 9 đề nghị sự phát triển một khoang đạn đạo gồm các dạng khác nhau của các "hình cầu bị chia đoạn". Korolev đã đề nghị viện khí động lực học/thủy động lực học trung ương liên bang (TsAGI) nghiên cứu mọi cấu hình khả thi. Trong một bức thư A I Makarevskiy gởi cho Korolev vào ngày 9 tháng 9 năm 1959, TsAGI đưa ra sơ đồ nghiên cứu của họ. Công việc được hứa hẹn sẽ hoàn thành vào cuối năm 1959. Để khai thác cơ sở dữ liệu này, Reshetin đã triển khai một nhóm đề án thực hiện việc nghiên cứu một cách thỏa hiệp giữa các cấu hình khác nhau vào đầu năm 1960. Nó được nâng lên thành một bộ phận đề án dưới sự lãnh đạo của Timchenko vào năm 1961.
Các nghiên cứu năm 1960 xem xét các dạng cấu hình khác nhau như khoang đạn đạo, phối hợp thêm cánh của các tàu bay thông thường, và các dạng lai tạo không có đuôi. Mỗi cấu hình này có một nghiên cứu hoàn thiện về mặt lý thuyết trên các mặt khí động lực hóDGGAWRGG
c, quỹ đạo bay, khối lượng, yêu cầu bảo vệ về nhiệt và những cái khác. Cuối năm 1960 người ta thấy rằng các thiết kế sử dụng cánh là quá nặng để có thể phóng bởi R-7 và trong một vài trường hợp gây ra khó khăn trong việc bảo vệ nhiệt khi trở về bầu khí quyển, những điều này nằm ngoài khả năng công nghệ lúc đó. Các nghiên cứu này thuộc loại phức tạp nhất từng được thực hiện, và Korolev đã nhận được sự hỗ trợ của các nhà khí động lực học tài năng nhất Liên Xô. Nổi bật là Likhushin tại NII-1, và những người bỏ đi khi Chelomei tiếp quản cục của họ, Myasishchyev tại TsAGI, và Tsybin tại TII-88. Năm 1962, hình dáng "đèn pha ôtô" được lựa chọn: phần đầu bán cầu nối với một hình nón cụt với góc nghiêng nhỏ (7 độ).
Bộ phận 11 đã hình thành ý tưởng hệ thống các module để giảm khối lượng khi trở về Trái Đất vào năm 1960. Thiết kế đề nghị của bộ phận 9 có 2 module giống như Apollo. Các nghiên cứu liên tục các năm 1961 – 1962 đưa tới kết luận là Soyuz nên gồm 4 phần. Từ trước tới sau gồm module sinh sống, module tiếp đất, module thiết bị - sự đẩy và một module phía sau có thể tách rời ra chứa các thiết bị điện tử phục vụ việc tiếp cận trong trên quỹ đạo của Trái Đất (nó sẽ được tách ra sau khi hoàn thành sự ghép nối cuối cùng trước khi chuyển sang quỹ đạo của Mặt Trăng. Tới thập niên 90, nhiều nhà chuyên môn của phương Tây vẫn xác định nhầm bộ phận có trong những mô hình ban đầu của Soyuz này là một thùng nhiên liệu).
Cấu hình này được lựa chọn sau những sự lo lắng đáng kể của các kỹ sư. Để kéo khoang tàu khỏi tên lửa trong trường hợp khẩn cấp, việc đặt khoang ở đầu của tàu là lý tưởng. Nhưng với khái niệm module sinh sống, cần có một cửa đi qua lớp bảo vệ nhiệt để nối 2 khu vực sinh hoạt với nhau. Các kỹ sư của Korolev không thể chấp nhận được ý tưởng xâm phạm sự nguyên vẹn của lớp bảo vệ vỏ tàu. Sau đó họ tham gia vào một cuộc chiến quyết liệt với các cục thiết kế khác khi các thiết kế của đối thủ - Soyuz VI của Kozlov và TKS của Chelomei cũng sử dụng các cửa này.
Đã có những ý kiến là thiết kế Soyuz của Korolev dựa trên thiết kế Apollo của General Electric. Tuy nhiên các nghiên cứu về niên đại của 2 đề án này chỉ ra là các công việc phát triển đầu tiên đã được thực hiện hầu như đồng thời. Độc lập với General Electric, Korolev đã đi đến mô hình tàu vũ trụ gồm nhiều phần và khái niệm khoang tàu. Tuy nhiên có nhiều thời gian để kết hợp các đặc điểm thiết kế của General Electric vào trong thiết kế của Soyuz trước khi nó được hoàn thành.

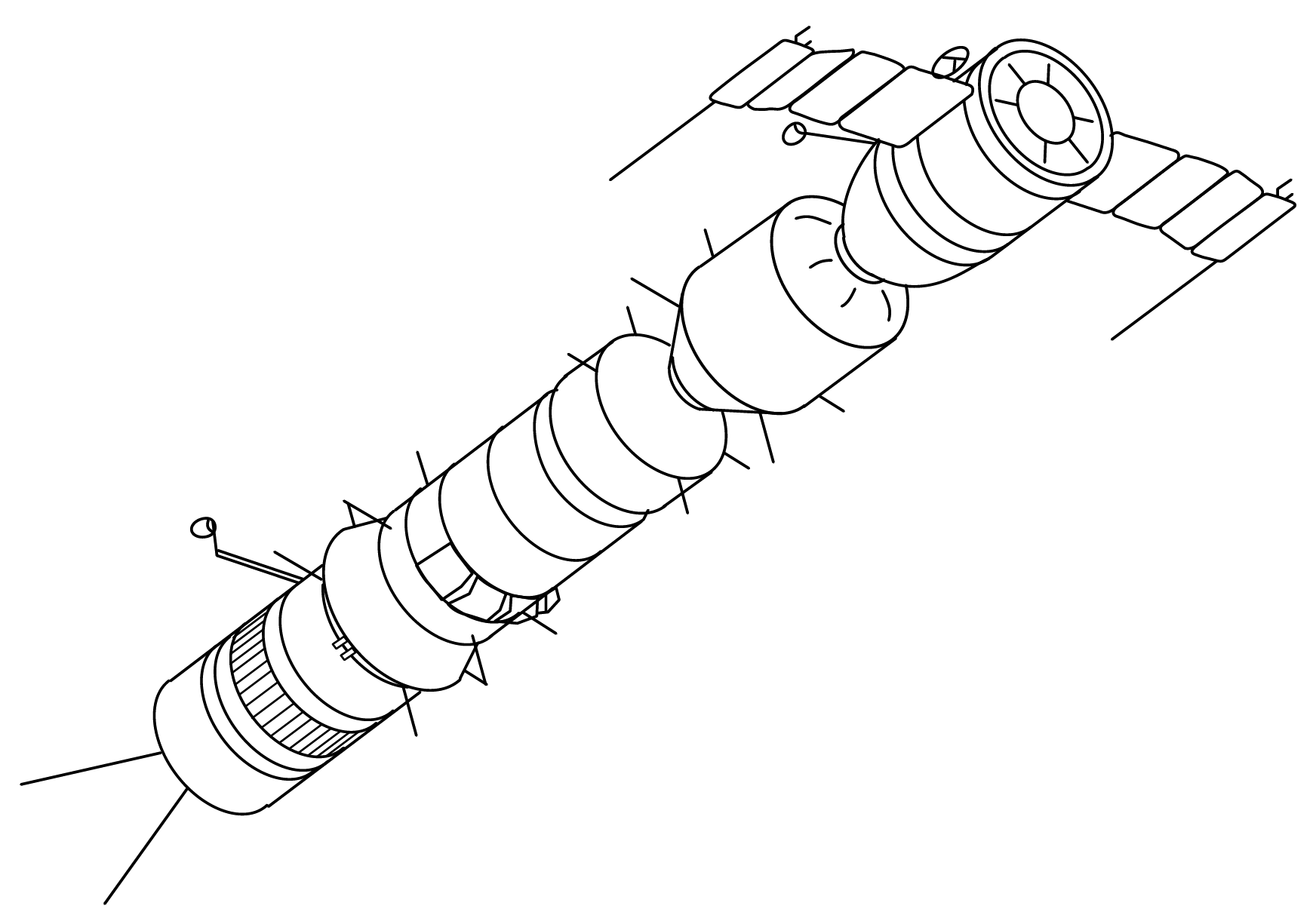
Mô hình Soyuz 7K/9K/11K

Ngày 7 tháng 5 năm 1963 Korolev đã ký vào bản đề án dự thảo cuối cùng của Soyuz. Về cơ bản nó gồm một tàu có người lái bay xung quanh Mặt Trăng Soyuz A (7K). Nó sẽ được đẩy xung quanh Mặt Trăng bởi một tầng tên lửa Soyuz B (9K), và tầng này được cung cấp nhiên liệu bởi tàu chứa nhiên liệu Soyuz V (11K). Tuy nhiên Korolev hiểu rằng nguồn tài trợ cho một dự án ở cấp độ này chỉ có thể kiếm được từ bộ quốc phòng. Do đó đề án dự thảo của ông đưa ra thêm 2 sự biến đổi của Soyuz 7K: tàu đánh chặn không gian Soyuz-P (Perekhvatchik – đánh chặn) và tàu điều khiển do thám Soyuz-R (Razvedki – tình báo). Soyuz-P sử dụng động cơ tên lửa Soyuz B để đẩy nó tới đánh chặn ở quỹ đạo có độ cao tới 6000 km.
Đề án phác thảo của Soyuz được trình lên hội đồng chuyên môn ngày 20 tháng 3 năm 1963. Tuy nhiên chỉ có các ứng dụng dò thám và đánh chặn của Soyuz được thông hiểu và ủng hộ bởi không quân VVS và binh chủng tên lửa RVSN. Korolev muốn tập trung vào các sứ mệnh không gian có người lái và tự cảm thấy không có thời gian làm việc với loại Soyuz quân sự. Vào năm 1963, OKB – 1 của ông đang làm việc với chiếc 3KV Voskhod chở 3 người, 3KD Voskhod-2 chở 2 người, thiết bị phóng rất lớn N1 11A52, các thiết bị phóng nhỏ hơn dựa vào nó 11A53 (N11) và 11A54 (N111) cùng một số lượng lớn các tàu vũ trụ không người lái. Do đó OKB – 1 được quyết định chỉ tập trung vào việc phát triển tàu 7K (Soyuz A), còn việc phát triển 9K (Soyuz B) và 11K (Soyuz V) được chuyển cho các cục thiết kế khác. Trong khi đó đề án quân sự Soyuz P và Soyuz R được ký hợp đồng phụ với Filial 3, một bộ phận con của OKB – 1 đặt tại Samara.
Tuy nhiên, trong khi Filial 3 nhận được ngân sách để phát triển phiên bản Soyuz quân sự thì Soyuz A của ông không nhận đủ sự hỗ trợ tài chính. Kế hoạch 7K-9K-11K cần tới 5 lần ghép nối tự động mới thành công. Điều này tỏ ra là bất khả thi vào thời điểm đó. Thay vào đó kế hoạch lên Mặt Trăng của Vladimir Nikolayevich Chelomei lại được ưu tiên hơn. Chelomei là một đối thủ tinh quái của Korolev. Tàu một người lái LK-1 của ông ta, dự định đi vào quỹ đạo của Mặt Trăng bởi một lần phóng duy nhất bằng tên lửa UR-500K của ông ta, được quan tâm nhiều hơn. Chelomei đưa ra đề án chi tiết LK-1 vào ngày 3 tháng 8 năm 1964, cùng trong ngày đó Liên Xô ban hành một nghị định lịch sử đề ra kế hoạch để đánh bại Mỹ trong cuộc đua lên cung trăng. Theo nghị định này Chelomei sẽ phát triển LK-1 để đưa người đi qua quỹ đạo Mặt Trăng trong khi Korolev phát triển N1-L3 để hạ cánh lên bề mặt Mặt Trăng. Điều này có nghĩa là kế hoạch 7K-9K-11K bị hủy bỏ.
Ngày 14 tháng 10 năm 1964, Khrushchev thôi nắm quyền lực và Chelomei cũng mất người đỡ đầu. Ngay sau đó, Korolev quay trở lại với đề án Soyuz A với phiên bản 7K-OK bay trên quỹ đạo Trái Đất, là nền tảng cho các thiết kế sau này của tàu Soyuz.

## Chương trình Soyuz

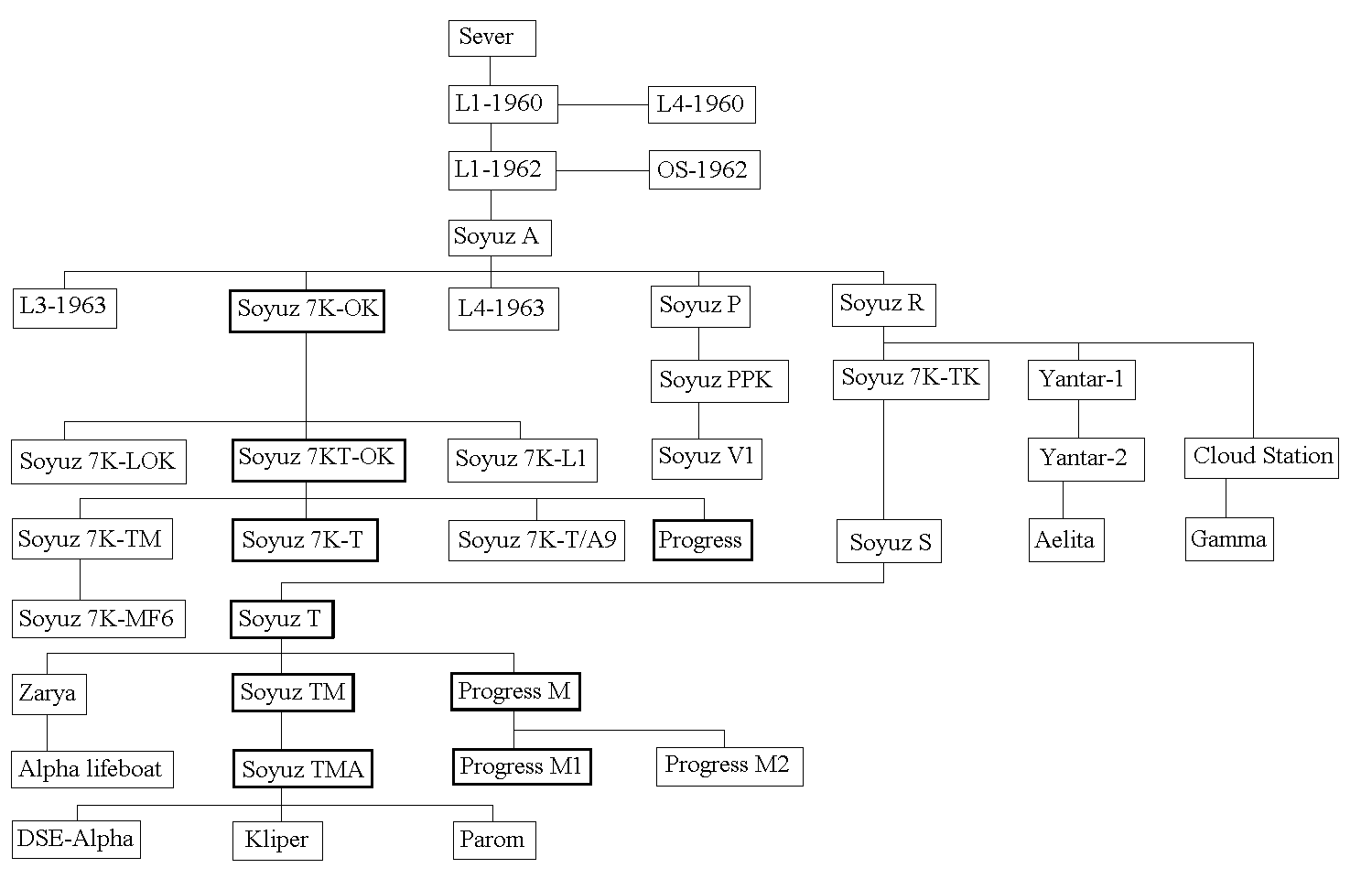
Sơ đồ các dự án của Soyuz. Trong khung đậm là các phiên bản được đưa vào sử dụng

- Sever: Đây là tiền đề của Soyuz. Nó là thiết kế đầu tiên của OKB-1 về một tàu vũ trụ có người lái thay thế Vostok. Sever cũng có hình dạng kiểu "đèn pha ôtô" như khoang hạ cánh của Soyuz sau này nhưng nó lớn hơn 50%.
- Soyuz A: Còn gọi là Soyuz 7K, nó ban đầu được thiết kế để gặp gỡ và kết nối trên các quỹ đạo gần Trái Đất và sau đó được lái đi vòng quanh Mặt Trăng. Một sứ mệnh như vậy bắt đầu với việc phóng một khối tên lửa Soyuz B (9K) lên quỹ đạo 225 km. Theo sau đó là từ một tới ba tàu tiếp nhiên liệu Soyuz V (11K) tùy theo sứ mệnh. Các tàu này sẽ tự động gặp gỡ và kết nối với 9K. Chúng sẽ vận chuyển tới 22 tấn nhiên liệu. Cuối cùng tàu Soyuz A (7K) mang theo các phi hành gia sẽ được phóng lên, kết nối với 9K và được đẩy theo một đường bay tới Mặt Trăng.
- L3: Là một hệ thống gồm tàu LOK bay trên quỹ đạo của Mặt Trăng và tàu đổ bộ LK. Nó được chọn để tham gia với chương trình Apollo của Mỹ trong cuộc đua lên Mặt Trăng. Thiết kế của L3 được phát triển vào tháng 8 năm 1964 và được cho là có thể hoàn thành nhiệm vụ chỉ cần một lần phóng N1 duy nhất.
- Soyuz 7K-OK: Là sự phát triển của phiên bản Soyuz 3 người lái trên quỹ đạo, 7K-OK được thông qua vào tháng 12 năm 1963. Nó là phiên bản Soyuz đầu tiên được đưa vào sử dụng để đưa người lên không trung. Nó đã thực hiện thành công việc gặp gỡ và ghép nối tự động cũng như trao đổi phi hành gia trên quỹ đạo. Nó là nền tảng của các tàu Soyuz chuyên chở cho các trạm Salyut và Almaz.
- Soyuz 7K-L1: Cải tiến từ Soyuz 7K-OK, nó được thiết kế cho các sứ mệnh chở người bay quanh Mặt Trăng. Có một nguồn gốc phức tạp, nó được dùng để thay thế cho chiếc LK-1 của Chelomei. Tuy nhiên chiếc 7K-L1 chưa bao giờ thực sự chứng minh được khả năng đưa một phi hành gia vòng quanh Mặt Trăng và đưa anh ta trở về Trái Đất an toàn cho tới tháng 8 năm 1969, 1 tháng sau khi Neil Armstrong đặt những bước chân đầu tiên trên bề mặt Mặt Trăng. Tới lúc đó, mọi ý tưởng về một chuyến bay như vậy đều bị hủy bỏ do quá tầm thường và muộn màng.
- Soyuz 7K-S: Xuất phát từ các thiết kế của loại Soyuz quân sự thuộc thập niên 60. Trong khi các dự án này đều bị hủy bỏ thì 7K-S vẫn tiếp tục phát triển như một phiên bản cải tiến của Soyuz dùng cho các sứ mệnh độc lập hay phục vụ trạm không gian. Thiết kế của 7K-S sau đó đã được cải tiến và phát triển thêm để biến thành loại Soyuz T và Soyuz TM.
- Soyuz 7K-LOK: Là tàu vũ trụ bay trên quỹ đạo Mặt Trăng, nó là phiên bản lớn nhất của Soyuz từng được phát triển. 7K-LOK tương đương với tàu Apollo của Mỹ.
- Soyuz 7KT-OK: Còn ký hiệu là 7K-OKS, đây là một sự cải tiến của Soyuz 7K-OK với một hệ thống kết nối có khối lượng nhỏ và một đường hầm để di chuyển phi hành gia. Hệ thống này bắt nguồn từ ý tưởng thiết kế Soyuz 7K-TK của Kozlov. Nó đã bay tất cả hai lần, do một sự cố nên sau đó được điều chỉnh lại thiết kế để tăng độ an toàn và trở thành Soyuz 7K-T.
- Soyuz 7K-T: Đây là phiên bản cải tiến từ 7K-OKS với độ an toàn được cải thiện, với việc các phi hành gia được mặc bộ đồ bảo hộ vũ trụ (space suit). Nó được dùng làm tàu vận tải cho các trạm không gian. Nó đã thực hiện tới 31 chuyến bay trước khi được thay thế bởi Soyuz T.Hình vẽ tàu vũ trụ Soyuz 7K-T

Hình vẽ tàu vũ trụ Soyuz 7K-T

- Soyuz 7K-T/A9: Đây là phiên bản của 7K-T dùng cho Almaz. Nó có thêm một hệ thống điều khiển trạm Almaz từ xa và hệ thống dù được sửa đổi lại.
- Soyuz 7K-TM: Đây là một biến đổi của Soyuz 7K-T để lắp ghép với Apollo trong chương trình thử nghiệm Apollo – Soyuz.
- Tàu vận tải Progress/Tiến bộ: Progress có thiết kế cơ bản của Soyuz nhưng được sửa đổi lại để phù hợp với vai trò là tàu chở hàng không người lái, trong đó khoang tiếp đất thay bằng khoang chứa nhiên liệu. Tàu vận tải Progress MS-01 tại Trạm Vũ trụ Quốc tế

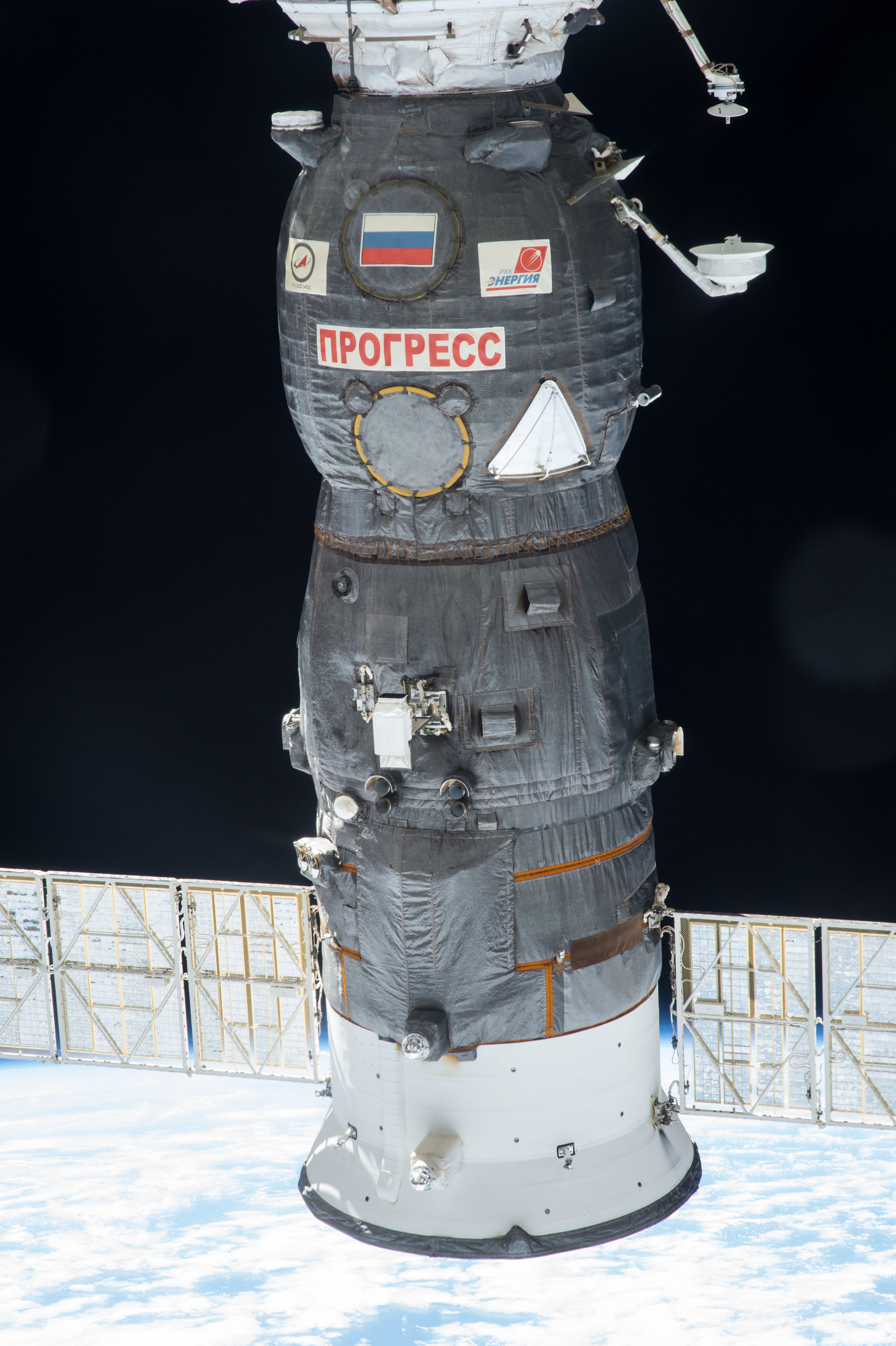
Tàu vận tải Progress MS-01 tại Trạm Vũ trụ Quốc tế

- Soyuz T: Thiết kế được hoàn thiện vào cuối thập niên 70, Soyuz T được ấp ủ trong một khoảng thời gian dài bắt đầu từ phức hợp quỹ đạo quân sự Soyuz VI năm 1967. Thiết kế của nó lần đầu tiên cho phép chở được 3 phi hành gia sử dụng quần áo vũ trụ trong chương trình Soyuz. Mô-đun thiết bị và động cơ.Hình vẽ tàu vũ trụ Soyuz-T

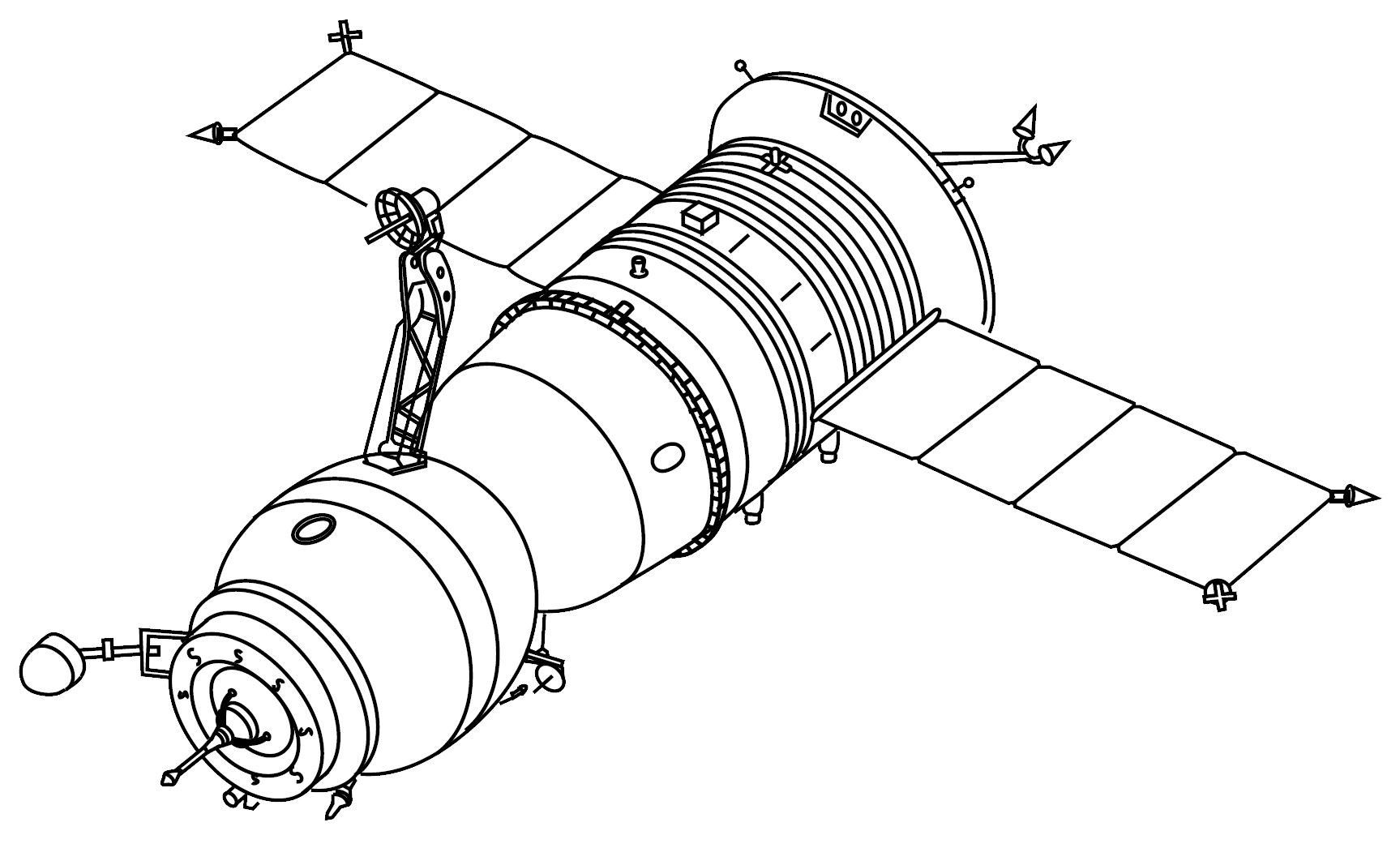
Hình vẽ tàu vũ trụ Soyuz-T

- Zarya: Được coi là "siêu Soyuz", nó có thể thay thế cho cả Soyuz và Progress. Về ý tưởng, đây là một tàu vũ trụ có thể được sử dụng lại phóng lên bởi thiết bị phóng Zenit. Việc thiết kế được bắt đầu vào 27 tháng 1 năm 1985 và đưa lên hội đồng công nghiệp – quốc phòng ngày 22 tháng 12 năm 1986. Tuy nhiên đề án bị hủy bỏ vào tháng giêng năm 1989 vì lý do tài chính.
- Soyuz TM: Đây là sự hiện đại hóa của Soyuz T có nhiều sự cải tiến như bộ khung kim loại bền hơn và vật liệu bảo vệ nhiệt tốt hơn cùng với hệ thống gặp gỡ và kết nối mới Kurs.

- Soyuz TMA: Phiên bản cải tiến của Soyuz TM. Nó có nhiều đổi mới để đáp ứng các yêu cầu của NASA chủ yếu là để tăng khả năng đáp ứng kích cỡ và khối lượng của phi hành gia.

- Soyuz TMA-M: Phiên bản cải tiến của Soyuz TMA, bao gồm cải tiến hệ thống máy tính, hệ thống điều chỉnh nhiệt và hệ thống dẫn đường. Những điều chỉnh này giúp giảm lượng điện tiêu thụ và giảm khối lượng tàu vũ trụ. Một số thay đổi về vật liệu giúp việc chế tạo và lắp rắp tàu vũ trụ dễ dàng hơn.

- Soyuz MS: Phiên bản cải tiến của Soyuz TMA-M. Hiệu suất các tấm pin mặt trời được tăng lên, hệ thống định vị được cải tiến có khả năng định vị bằng GPS và GLONASS, hệ thống gặp gỡ và kết nối Kurs-A được thay bằng Kurs-NA, sắp xếp lại các vị trí của động cơ điều chỉnh tư thế DPO, cải tiến hệ thống radio; thêm một "hộp đen" ghi lại thông tin về hoạt động của tàu vũ trụ và phi hành đoàn, và gia tăng khả năng kháng vi thiên thạch (micrometeroid).

## Các phiên bản Soyuz đã được đưa vào sử dụng
- Soyuz 7K-OK (1967 – 1970)

Được phóng thử nghiệm không người lái 3 lần từ năm 1965 trước khi lần đầu tiên đưa người lên quỹ đạo vào ngày 23 tháng 4 năm 1967. Sứ mệnh này đưa chiếc Soyuz 1 cùng phi hành gia Vladimir Komarov lên quỹ đạo, tuy nhiên nó đã kết thúc trong thảm họa khi sự cố trong quá trình hạ cánh khiến Komarov bị thiệt mạng. Sau đó nó được sửa lại thiết kế và cho bay thử nhiều lần trước khi tiếp tục đưa người vào vũ trụ. Nó đã thực hiện được thêm 7 sứ mệnh có người lái thành công (Soyuz 3 tới Soyuz 9, Soyuz 2 là sứ mệnh không người lái) trước khi được thay bởi 7KT-OK.
- Soyuz 7KT-OK (1971)

Thực hiện 2 lần phóng có chở người Soyuz 10 và Soyuz 11 lên trạm Salyut tuy nhiên Soyuz 11 gặp một sự cố khi hạ cánh khiến 3 phi hành gia trên tàu chết do sụt áp trong khoang hạ cánh. Các thiết kế sau đó được thay đổi lại để trở thành Soyuz 7K-T an toàn hơn.
- Soyuz 7K-T (1973 – 1981)

Thực hiện các chuyến bay chở người lên các trạm Salyut và Almaz (Soyuz 12 tới Soyuz 40 trừ Soyuz 16 và Soyuz 19).
- Soyuz 7K-TM (1974 – 1975)

Là phiên bản sử dụng để ghép nối với tàu Apollo trong chương trình thử nghiệm Apollo – Soyuz. Nó đã thực hiện thành công 2 sứ mệnh có người lái: Soyuz 16 và Soyuz 19 (Apollo – Soyuz).
- Soyuz T (1980 – 1986)

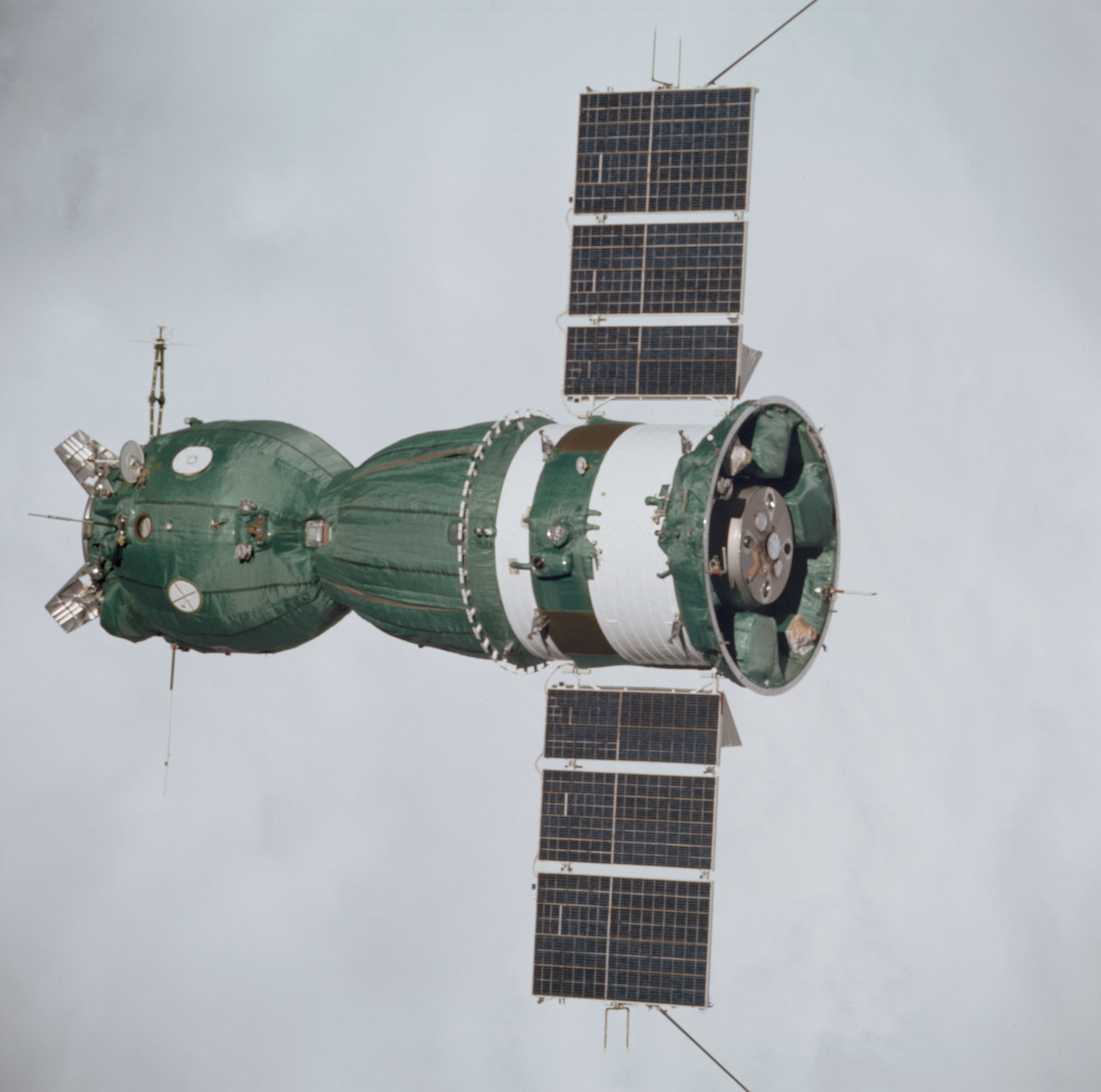
Tàu vũ trụ Soyuz 19 (loại Soyuz 7K-TM) trong chương trình Apollo-Soyuz Test Project (ASTP)

Chuyên chở người cho các trạm Salyut và Mir (Soyuz T-1 tới Soyuz T-15)
- Soyuz TM (1986 – 2002)

Chuyên chở người cho các trạm Mir và ISS (Soyuz TM-1 tới Soyuz TM-34)
- Soyuz TMA (2002 – 2012)

Chuyên chở người cho trạm ISS (Soyuz TMA-1 tới Soyuz TMA-22)
- Soyuz TMA-M (2012 - 2016)

Chuyên chở người đến trạm ISS (Soyuz TMA-01M đến Soyuz TMA-20M)
- Soyuz MS (2016 - nay)

Chuyên chở người đến trạm ISS. Phiên bản mới nhất của tàu Soyuz và có thể là cuối cùng trước khi tàu Federatsiya được đưa vào hoạt động.

## Cấu tạo
Thiết kế của Soyuz có thể khái quát theo một ý tưởng cơ bản là giảm thiểu tối đa khối lượng của con tàu trong mỗi nhiệm vụ. Điều này được thực hiện bằng việc giảm tối thiểu khối lượng của module tiếp đất. Có hai yếu tố thiết kế chủ yếu giúp đạt được điều này:
- Để mọi hệ thống không cần thiết cho việc hạ cánh bên ngoài phần tiếp đất, đặt chúng vào một khoang khác. Mỗi gam giảm được theo cách này giúp tiết kiệm thêm không dưới 2 gam khối lượng của cả con tàu, do nó không cần được bảo vệ bởi các lớp cách nhiệt, hỗ trợ bởi các dù hay hãm lại khi tiếp đất.
- Sử dụng một khoang tiếp đất có khả năng thể tích cao nhất có thể. Theo lý thuyết nó sẽ có hình cầu, tuy nhiên khi trở về bầu khí quyển từ khoảng cách của Mặt Trăng yêu cầu khoang này có thể nghiêng đi một chút nhằm tạo ra sự nâng giúp con tàu có thể bay. Điều này là cần thiết để giảm trọng lực tác dụng lên các phi hành gia xuống mức chấp nhận được. Điều này là không thể nếu khoang có hình cầu. Do đó, sau những nghiên cứu kỹ lưỡng, hình dạng tối ưu đã được chọn có dạng giống một đèn pha ôtô. Nó gồm một hình bán cầu ở khu vực phía trước được nối với một hình nón cụt có góc nghiêng nhỏ (7 độ).

Ý tưởng thiết kế này khiến không gian sinh sống trên tàu được chia ra 2 phần: module tiếp đất và module quỹ đạo. Kết quả của thiết kế này là đáng chú ý. Khoang tàu Apollo được thiết kế bởi NASA có khối lượng 5000 kg và tạo cho các phi hành gia một không gian sinh hoạt khoảng 6 m3. Một module phục vụ có chức năng cung cấp lực đẩy, điện, radio và các thiết bị khác làm thêm vào ít nhất khoảng 1800 kg khối lượng tổng cộng trong các sứ mệnh bay quanh Mặt Trăng. Tàu Soyuz với cùng sứ mệnh và cùng số phi hành gia lại cung cấp tới 9 m3 không gian sinh sống bên trong, một nút không khí và một module dịch vụ với khối lượng chỉ bằng một mình khoang Apollo. Ngoài ra, ý tưởng chia tàu ra thành các phần khác nhau giúp Soyuz có độ thích ứng cao. Với việc thay đổi lượng nhiên liệu trong module phục vụ và các loại thiết bị bên trong khoang quỹ đạo, con tàu có thể thực hiện nhiều loại nhiệm vụ khác nhau. Sự vượt trội trong ý tưởng thiết kế này giúp Soyuz dù ra đời từ rất lâu nhưng hiện vẫn đang được sử dụng thường xuyên trong các sứ mệnh không gian. Tàu Thần Châu của Trung Quốc có thiết kế dựa trên thiết kế của Soyuz. Cấu tạo chung của tàu Soyuz gồm có 3 phần chính:

### Module quỹ đạo (Бытовой Отсек -Bytovoy Otsek/BO - Orbital Module)

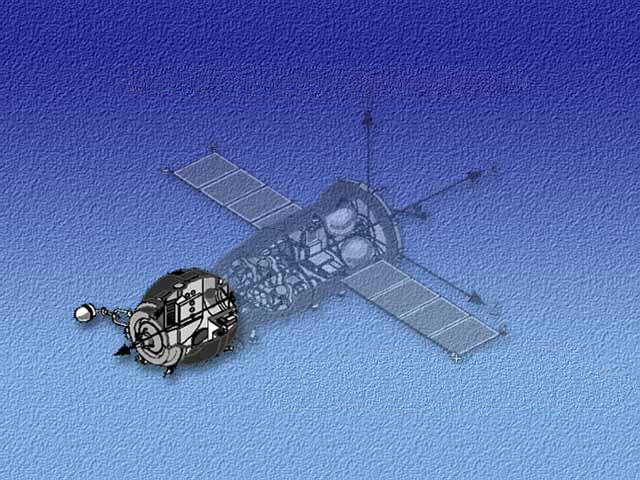
Module quỹ đạo

Đây là một module hình cầu nằm ở phần đầu của tàu. Module này giúp tăng thêm sự tiện nghi cho các phi hành gia với việc tăng thêm diện tích sinh hoạt trên quỹ đạo. Ngoài ra nó cũng tăng sự an toàn cho phi hành đoàn khi phân cách họ ra khỏi phần ghép nối ở phía đầu khi tàu gặp gỡ và ghép nối vào trạm.
Nó gồm có một cơ cấu kết nối (docking mechanism), cửa khoang và ăngten tiếp cận ở đầu phía trước. Cơ cấu kết nối giúp tàu kết nối vào trạm, cửa khoang giúp phi hành gia di chuyển từ tàu vào trạm, còn ăngten kết nối được sử dụng bởi hệ thống kết nối tự động, một hệ thống hoạt động dựa vào radar, để lái tàu về phía trạm giúp thực hiện việc kết nối. Trên module này có một cửa sổ. Đầu đối diện của module này nối với module tiếp đất bằng một cửa điều áp. Trên khoang này còn một cửa thứ 3 để phục vụ cho các hoạt động đi bộ không gian. Khoang quỹ đạo cũng có thể hoạt động như một nút không khí từ đó các phi hành gia có thể thực hiện các chuyến đi ra ngoài không gian. Cửa thứ 3 này cũng là nơi các phi hành gia đi vào bên trong tàu trên bệ phóng trước khi tàu được phóng lên. Trên khoang này còn có một toalét.
Trong những sứ mệnh không yêu cầu việc gặp gỡ và ghép nối trong không gian, hệ thống gặp gỡ và nối kết ở phần đầu module này được thay thế bởi các thiết bị khác. Trước khi tàu trở về Trái Đất, module quỹ đạo tách khỏi module tiếp đất và bị đốt cháy hoàn toàn khi đi vào bầu khí quyển.

### Module hạ cánh (Спускаемый Аппарат -Spuskayemy Apparat/SA - Descent Module)
Phần này nằm ở giữa của tàu. Đây là module mà các phi hành gia ở trong quá trình phóng lên, trở về khí quyển và tiếp đất.

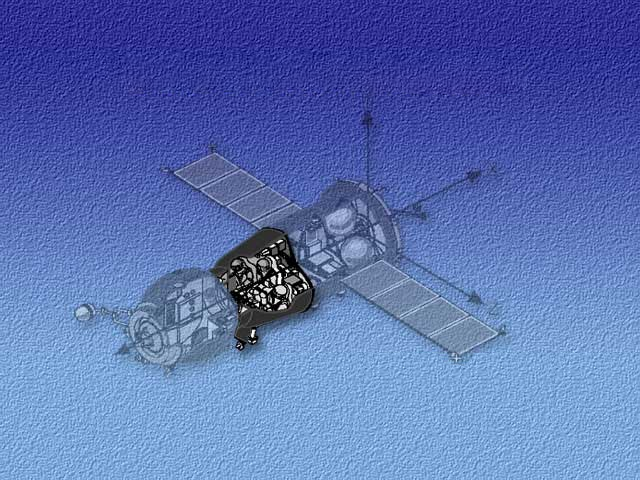
Module hạ cánh

Module này chứa mọi hệ thống điều khiển và hiển thị của tàu, cũng như các hệ thống hỗ trợ sự sống và các ắcquy sử dụng trong quá trình hạ cánh. Trên module có dù chính, dù dự phòng và tên lửa dùng để hạ cánh. Trên các ghế có các miếng lót dành riêng cho từng phi hành gia. Các miếng lót này được thiết kế vừa vặn với từng người để đảm bảo một tư thế thoải mái và tiện nghi khi module này hạ cánh xuống đất. Một kính tiềm vọng gắn trên module giúp các phi hành gia có thể nhín thấy mục tiêu kết nối trên trạm hay quan sát Trái Đất bên dưới. 8 vòi đẩy dùng hydrô peroxyt trên phần này của con tàu giúp điều khiển, định hướng cho toàn bộ con tàu suốt quá trình hạ cánh tới khi các dù được bung ra. Hydrô peroxyt có khuynh hướng bị thoái hóa theo thời gian nên nó được coi là một trong những yếu tố giới hạn thời gian trên vũ trụ của tàu Soyuz. Hệ thống hướng dẫn, hoa tiêu và điều khiển trên module này điều chỉnh con tàu trong suốt giai đoạn hạ cánh. Đây là phần duy nhất của con tàu trở về được Trái Đất.

### Module thiết bị (Приборно-Агрегатный Отсек -Priborno-Agregatny Otsek/PAO - Instrument Service Module)

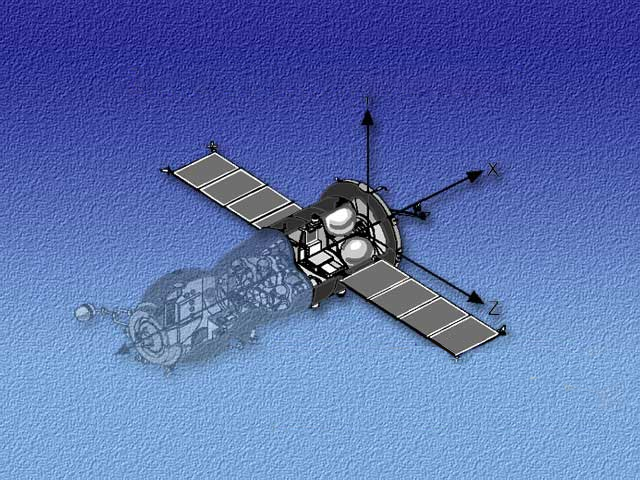
Module thiết bị

Module này nằm ở phần sau của tàu và được chia thành 3 gian: Gian trung gian, gian thiết bị và gian động cơ đẩy. 
- Gian trung gian là nơi nối giữa module này và module tiếp đất. Ở đây có các thùng oxy, các tên lửa điều khiển cũng như các thiết bị điện tử, liên lạc và điều khiển. Hệ thống dẫn hướng, hoa tiêu, điều khiển và máy tính chính của tàu Soyuz đặt ở gian thiết bị.
- Gian thiết bị có hình cái trống chứa các thiết bị hàng không, liên lạc và điều khiển. Trên gian này có chứa các máy tính dẫn hướng, hoa tiêu và điều khiển bay chính cho toàn bộ tàu. Khí nitơ được lưu thông qua gian này để làm mát các thiết bị điện tử.
- Gian động cơ đẩy chứa hệ thống kiểm soát nhiệt chính cùng với lá tản nhiệt của tàu. Trong gian này cũng chứa hệ thống động cơ đẩy, các ăcquy, các tấm thu năng lượng mặt trời cũng như cấu trúc để kết nối với tên lửa đẩy Soyuz. Trong gian này có hệ thống giúp thực hiện các thao tác trên quỹ đạo như tiếp cận và kết nối với trạm không gian hay hạ quỹ đạo để trở về Trái Đất. Chất nổ sử dụng là Nitơ tetroxyt và dimethylhidrazin không đối xứng. Hệ thống động cơ đẩy chính và hệ thống kiểm soát phản ứng nhỏ hơn dùng để thay đổi tư thế của tàu trong không gian sử dụng chung bình chất nổ. 2 tấm thu năng lượng mặt trời ở hai bên gian này được nối với các ăcquy có thể sạc lại.

Trước khi tàu trở về khí quyển, gian trung gian tách module thiết bị khỏi module tiếp đất, và cũng như module quỹ đạo, module thiết bị đốt cháy khi rơi vào bầu khí quyển.

## Các hệ thống trên tàu Soyuz

### Hệ thống kiểm soát nhiệt (SOTR/СОТР)
Viết tắt: SOTR (Система Обеспечения Теплового Режима - Sistema Obespecheniya Teplovogo Rezhima)
Giúp duy trì nhiệt độ ở mức bình thường (18 – 25oC) và độ ẩm 20 – 80% bên trong khu vực sinh hoạt và khoảng nhiệt độ 0 – 40oC cho các hệ thống và cấu trúc của tàu. Hệ thống gồm các yếu tố chủ động và thụ động, trong đó có lớp cách nhiệt EVI (Ekranno Vacuumnaya Izolyatsiya), hệ thống lưu thông khí, và các vòng chất lỏng làm mát bên trong và bên ngoài)
Để bảo vệ các hệ thống trên tàu khỏi sự thay đổi nhiệt độ rất mãnh liệt trong không gian, ngoại trừ các thành phần hoạt động như cảm biến, ăngten, cửa sổ, thiết bị kết nối, các vòi đẩy và các lá tản nhiệt, mọi phần bề mặt tiếp xúc với không gian của con tàu đều được bọc một lớp cách nhiệt màn chắn chân không nhiều lớp.

### Hệ thống hỗ trợ sự sống (KSOZh/КСОЖ)
Viết tắt: KSOZh (Комплекс Средств Обеспечения Жизнидеятельности - Kompleks Sredstv Obespecheniya Zhiznideyatel'nosti)
Gồm các hệ thống giúp tạo ra và duy trì điều kiện sống trên tàu. Nó gồm sự cung cấp nước, thức ăn, toa lét và hệ thống hỗ trợ sự sống khẩn cấp.
Sau thảm họa của tàu Soyuz 11 năm 1971, các phi hành gia phải mang một loại áo du hành gọi là "Sokol" (Сокол - Chim ưng) khi ở trên tàu để đề phòng trường hợp vỏ tàu bị thủng. Áo này trên chính thức cũng được coi là một phần của hệ thống hỗ trợ sự sống.

### Hệ thống cung cấp năng lượng (SEP/СЕП)
Viết tắt:SEP (Система Електропитания - Sistema Elektropitaniya)
Hệ thống này cun cấp nguồn điện 27V cho toàn bộ các hệ thống trên tàu. Hệ thống này lấy năng lượng từ mặt trời thông qua 2 tấm thu năng lượng mặt trời. Năng lượng này được nạp vào các ăcquy chính và ắc quy dự phòng. Một ắcquy ở module hạ cánh, một ắcquy ở module quỹ đạo (module cư trú) và các thiết bị tự động và giám sát.

### Hệ thống thông tin và theo dõi
Hệ thống này gồm 5 thành phần chính:
- Hệ thống liên lạc radio Rassvet (Рассвет - Bình minh): Cung cấp sự liên lạc bằng âm thanh giữa các phi hành gia và mặt đất. Liên lạc hai chiều giữa phi hành gia và trạm mặt đất được thực hiện thông qua băng tần có tần sồ rất cao (VHF - Very High Frequency).
- Hệ thống đo đạc trên tàu SBI: Thực hiện tất cả các việc thu thập, xử lý, lưu trữ và truyền về tất cả các dữ liệu đo đạc cho phép giám sát tình trạng các hệ thống trên tàu cũng như sức khỏe của phi hành đoàn. Hệ thống này hoàn toàn tự động.
- Hệ thống Kvant-V: Cung cấp đường truyền radio hai chiều và sự điều khiển tàu trong suốt giai đoạn hoạt động trên quỹ đạo.
- Hệ thống vô tuyến Klyost-M: cho phép truyền hình ảnh về từ khoang hạ cánh, cung cấp các hình ảnh truyên hình của hoạt động gặp gỡ và lắp ráp cũng như cho phép hiển thị dữ liệu và truyền về các dữ liệu vô tuyến thông qua máy phát Kvant-V.
- Theo dõi radio quỹ đạo RKO: Xác định đường bay của Soyuz và Progress khi chúng ở trạng thái bay tự động. RKO nhận tín hiệu hỏi và gửi tín hiệu đáp lại cho trạm mặt đất. Hệ thống này được điều khiển bởi hệ thống radio Kvant-V và phối hợp với các máy tính ở mặt đất để quyết định vận tốc và vị trí của tàu.

### Hệ thống điều khiển phức hợp trên tàu (SUBK/СУБК)
Viết tắt: SUBK (Sistema Upravleniya Bortovym Kompleksom)
Hệ thống này gồm nhiều công tắc lôgic: Thiết bị tính giờ chương trình APVU, bảng điều khiển của phi hành gia, hệ thống tách các module và hệ thống dây cáp. Hệ thống thi hành các mệnh lệnh của từ bảng điều khiển của phi hành gia, từ trạm điều khiển mặt đất, từ APVU hoặc thậm chí từ một con tàu khác sử dụng sự điều khiển từ xa.

### Hệ thống điều khiển sự đẩy và chuyển động
Hệ thống đẩy kết hợp KDU sử dụng các động cơ hiệu chỉnh quỹ đạo và các động cơ đẩy điều chỉnh tư thế DPO. Tất cả đều sử dụng chất nổ gồm hai thành phần: Nitơ tetroxyt (N2O4) là chất oxy hóa và dimêtilhidrazin không đối xứng (UDMH - H2NN(CH3)2) làm nhiên liệu. Các bộ phận chính gồm một hệ thống gây áp lực, hệ thống cung cấp chất nổ và đơn vị đẩy điều khiển quỹ đạo, ống đẩy điều khiển tư thế và tiếp cận DPU. Tàu Progress sử dụng một hệ thống tương tự nhưng không giống hệt.
Thời gian hoạt động của hệ thống là 180 ngày và được kiểm chứng để chứa chất nổ trong một năm.
Hệ thống điều khiển chuyển động Chaika-3 (SUD) sử dụng hệ thống điều khiển quán tính và phức hợp máy tính số trên tàu. Hệ thống có 2 vòng điều khiển: một vòng điều khiển tự động kỹ thuật số đóng vai trò hệ thống chính và một hệ thống điều khiển tương tự dự phòng.
Hệ thống quang học/ thị giác OVP được các phi hành gia sử dụng với chức năng điều khiển chuyển động. Hệ thống này gồm có:
- VSK-4 (Vizir Spetsialniy Kosmicheskiy-4)
- Hệ thống quan sát ban đêm (Visir Nochnogo Upravleniya po Kursu - VNUK-K)
- Đèn lắp ghép
- Máy ngắm của phi hành gia (Vizir Pilota-1 – VP-1)
- Bộ tìm vùng radar (Lazerniy Dalnomer-1 – LPR-1)

### Hệ thống gặp gỡ Kurs
Hệ thống Kurs (tiến trình) sử dụng một radar đáp ứng tích cực để đo đạc chuyển động tương đối giữa hai tàu vũ trụ trong quá trình tự động gặp gỡ và lắp ghép. Các tàu Soyuz và Progress được trang bị phần chủ động của hệ thống Kurs còn trạm không gian giữ phần thụ động.

### Hệ thống ghép nối (SSVP)
Viết tắt: SSVP (Система стыковки и внутреннего перехода - Sistema Stykovki i Vnutrennego Perekhoda)
Lắp ghép là khả năng quan trọng hàng đầu của tàu Soyuz. Rất nhiều cơ chế lắp ghép đã được thử nghiệm trong khoảng năm 1967 – 1975 trước khi thiết kế "cây gậy và hình nón" được chấp nhận trở thành hệ thống lắp ghép cho Soyuz. Cơ chế này gồm một cái que trên tàu Soyuz và một hình nón tiếp nhận được cài đặt trên trạm.
Trong quá trình ghép nối, tàu Soyuz được đưa tới gần trạm (tự động hoặc bằng người lái) đủ để cái que trên Soyuz chạm vào hình nón tiếp nhận trên trạm. Khi Soyuz tiếp tục tiến lên, cái que này trượt thẳng tới trung tâm của hình nón và cuối cùng đi tới cái chốt ở trung tâm của hình nón. Các môtơ điện sau đó thu cái que này lại, kéo con tàu và trạm với nhau và tạo một đường hầm kín giữa tàu và trạm.
Ngoài ra các vòng đai xung xung quanh đường ngầm còn chứa các giao diện cho phép truyền điện năng, tín hiệu mệnh lệnh và điều khiển và không khí giữa tàu và trạm.
Cơ cấu này còn có một hệ thống kiểm tra lỗ rò trên mặt tiếp xúc (SKGS – Sistema Kontrolya Germetichnosti Styka) giúp kiểm tra áp suất ở mặt tiếp xúc và cân bắng áp suất giữa tàu với trạm, kiểm tra lỗ rò trên cửa chuyển tiếp và giải phóng áp suất khỏi bộ phận lắp ráp khi tàu tách khỏi trạm. 

### Hệ thống phát động hạ cánh (SIO-S)
Viết tắt: SIO-S (Sistema Ispolnitelnikh Organov Spuska)
Hệ thống này có nhiệm vụ giữ cho tàu được định hướng thích hợp trong suốt giai đoạn then chốt của chuyến bay, giai đoạn trở vào bầu khí quyển của Trái Đất.

### Bộ dụng cụ trợ giúp hạ cánh (KSP)
Viết tắt: KSP (Kompleks Sredstv Prizemleniya)
Bộ dụng cụ này chứa tất cả các thiết bị giúp đảm bảo một sự hạ cánh an toàn trên mặt đất, mặt nước hay sau một cuộc phóng thất bại. các bộ phận chính của hệ thống này gồm một dù chính, dù phụ, động cơ giúp hạ cánh nhẹ nhàng và ghế ngồi hấp thu va chạm Kazbek.

### Bộ dụng cụ di động hỗ trợ sống sót (NAZ/НАЗ)
Viết tắt: NAZ (Носимый Аварийный Запас - Nosimiy Avariyniy Zapas)
Bộ dụng cụ này chứa mọi thiết bị giúp các phi hành gia sống sót nếu sự hạ cánh diễn ra không theo kế hoạch khiến phi hành đoàn của tàu phải chờ đội cứu hộ đến trong một khoảng thời gian dài.

### Hệ thống thoát hiểm khẩn cấp (SAS)

Cách hoạt động của hệ thống SAS.

Viết tắt: SAS (Система Аварийного Спасения - Sistema Avariynogo Spaseniya)
Được thiết kế để mang các bộ phận sinh sống được của tàu Soyuz khỏi tên lửa trong trường hợp tình huống khẩn cấp xảy ra ngay trên bệ phóng hoặc trong quá trình đi lên quỹ đạo.